# 浅淵村
浅淵村（あさぶちむら）は、愛知県丹羽郡にかつてあった村である。
現在の一宮市の一部（浅野・南小淵・北小淵）に該当する。
村名は、前身の村名から一文字ずつとった、合成地名である。

## 歴史
- 1889年（明治22年）10月1日 - 浅野村、南小淵村、北小淵村が合併し発足。
- 1906年（明治39年）7月1日 - 赤羽村、穂波村、時之島村、瀬部村と合併し、西成村発足[1]。同日浅淵村は廃止。

## 教育
- 浅淵尋常小学校（現・一宮市立浅野小学校）